# Квінт Петіллій Церіал
Квінт Петіллій Церіал Цезій Руф (30 — після 83 року до н. е.) — політичний та військовий діяч ранньої Римської імперії, ординарний консул 83 року, консул-суффект 70 та 74 років.

## Життєпис
Походив з роду вершників Цезіїв з Умбрії. Замолоду був усиновлений Квінтом Петіллієм. Свою військову кар'єру розпочав під проводом Светонія Пауліна у Британії. Тут він у 59—61 роках був легатом IX Іспанського легіону. Під час повстання Боудіки рушив на допомогу Камулодуну (сучасний Колчестер). Втім не встиг, а згодом неподалік Камулодуна зазнав повної поразки. Тільки з частиною кінноти Церіал зумів прорватися до Гая Светонія.
По поверненню до Риму сприяв перемозі Веспасіана. Тому був узятий імператором Вітеллієм заручником як прихильник Флавіїв. Проте Церіалу вдалося втекти. Після цього він очолив кінноту й сприяв захопленню Риму, взявши під контроль важливі дороги — віа Сабіана та віа Саларія.

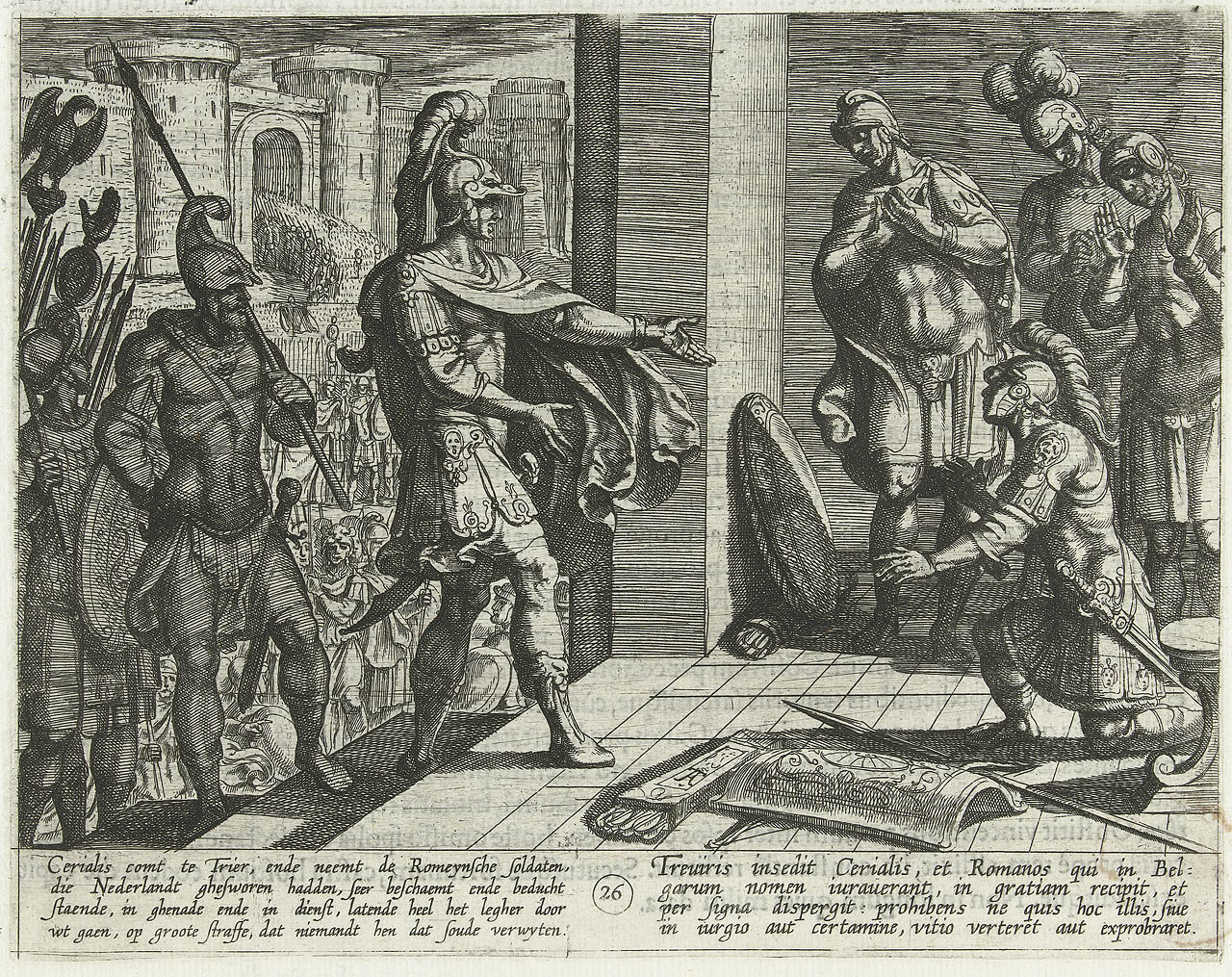
«Квінт Петіллій Церіал». А.Темпеста. 1612 рік

У 70 році імператор Веспасіан призначив Церіала командувачем військ у Верхній Германії та очільником XIII Гемінова легіона. На цій посаді швидко придушив повстання батавів на чолі із Цивілісом. Цього ж року став консулом-суффектом разом з Марк Ульпієм Траяном. У 71 році Квінта Петіллія було призначено намісником Британії. На цій посаді придушив повстання племені бригантів у північній Британії, захопивши її ватажка Венуція.
У 74 році вдруге став консулом-суффектом разом з Титом Клодієм Епрієм Марцеллом. У 83 році став ординарним консулом разом з Доміціаном. Подальша доля невідома.